# スンマ (小惑星)
スンマ(1928 Summa)は、小惑星帯の内側領域にある岩石質の小惑星である。直径は約9kmである。
1938年9月21日にフィンランド南西部のイソ・ヘイキラ天文台でフィンランド人天文学者ユルィヨ・バイサラが発見し、1940年にスンマの戦いが起こった村の名前に因んで命名された。

## 軌道と分類
スンマはS型小惑星であり、小惑星帯の内側、太陽から2.0-3.0天文単位の距離を3年11カ月（1,423日）かけて公転している。軌道離心率は0.20、黄道に対する軌道傾斜角は5°である。発見の前に観測されていたことはなく、観測弧は、発見地であるトゥルクで、公式の発見の1日後の夜から始まっている。

## 自転周期
1984年3月、アメリカ合衆国の天文学者リチャード・ベンゼルによる測光観測により、スンマの最初の光度曲線が得られた。これにより、9.66時間の周期で、光度が0.14等級変化することが明らかとなった。
2012年8月、カリフォルニア州のBarnes Ridge ObservatoryでLarry E. Owingsにより、6.855日周期で0.13等級の変化幅を持つ、改善されたがまだ曖昧な光度曲線が得られた。この分析からは、スンマが二重小惑星である可能性も示唆された。その1か月後、イギリスの天文学者ケヴィン・ヒルズがリモート操作可能なオーストラリアのRiverland Dingo Observatoryを用いて、6.8549時間で光度が0.18等級変化する、はるかに精度の高い光度曲線を得た。

## 直径とアルベド
アメリカ航空宇宙局の広視野赤外線探査機及びその後継のNEOWISEミッションによると、スンマの直径は9.333kmで、表面のアルベドは0.160である。一方、Collaborative Asteroid Lightcurve Linkでは、岩石質小惑星の標準的なアルベドである0.20と絶対等級12.76から、直径を8.34kmと計算している。

## 名前
この小惑星は、1939年から1940年の冬戦争でスンマの戦いが起こったカレリア地峡の村の名前に因んで名付けられた。公式な命名の引用は、1980年8月1日の小惑星センター(M.P.C. 5450)による。ユルィヨ・バイサラが発見した天体の大半は、第二次世界大戦中のフィンランドとソビエト連邦の間の軍事衝突に関連するものから名付けられている。